# Palaemnema lorena
Palaemnema lorena – gatunek ważki z rodziny Platystictidae. Występuje na terenie Ameryki Południowej.